# Воротыново
Вороты́ново    — деревня  в  Смоленской области России,  в Сафоновском районе. Население – 15 жителей (2007 год).  Расположена в центральной части области в 2 км к северо-западу от города Сафонова, в 1 км севернее автодороги М1 «Беларусь», на берегу реки Вопец. В 4 км юго-западнее деревни железнодорожная станция Максимово на линии Москва — Минск. Входит в состав Вышегорского сельского поселения.  

## История
В 1894 году деревня принадлежала духовщинскому купцу Александру Егоровичу Яншину, который выделил в аренду местному земству дом под размещение больницы. В годы Великой Отечественной войны деревня была оккупирована гитлеровскими войсками в сентябре 1941 года, освобождена в 1943 году.

## Экономика
Фермерские хозяйства.